# Eriocaulon misionum
Eriocaulon misionum là một loài thực vật có hoa trong họ Eriocaulaceae. Loài này được A.Cast. mô tả khoa học đầu tiên năm 1945.